# Willem Albarda (1877-1957)
Johan Willem Albarda (Leeuwarden, 5 juni 1877 – Den Haag, 19 april 1957) was een Nederlands minister en lid van de Raad van State.
Hij doorliep de HBS in Leeuwarden en studeerde vervolgens werktuigkunde aan de Polytechnische School te Delft. Hij promoveerde in 1903. In 1897 richtte hij met Theo van der Waerden de Delftse afdeling van de SDAP op. Van 1903 tot 1905 was hij leraar wis- en natuurkunde aan de HBS te Almelo en van 1905 tot 1911 leraar wis- en werktuigkunde aan een HBS te Den Haag. Van 1911 tot zijn Tweede Kamerlidmaatschap in 1913 was hij directeur van de Gemeentelijke Arbeidsbeurs in Amsterdam. Hij was van 1915 tot 1927 lid van de gemeenteraad van Den Haag en in de periode 1917-1923 wethouder van onderwijs. Dat maakte hem de eerste wethouder van de SDAP in Den Haag. Van 1916 tot 1919 was hij lid van de Provinciale Staten van Zuid-Holland. Van 1913 tot 1939 was hij lid van de Tweede Kamer en in 1925 volgde hij Pieter Jelles Troelstra op als voorzitter van de socialistische SDAP-fractie. In 1939 werd hij minister van Waterstaat in het kabinet-De Geer II. In mei 1940 week hij met de Nederlandse regering uit naar Engeland en nam deel aan de Londense kabinetten onder leiding van Pieter Gerbrandy. Na de oorlog werd hij lid van de Raad van State (1945-1952).

## Vernoemingen
In Aadorp, Apeldoorn, Assen, Goes, Den Haag, Hoogezand Huizen, Nijmegen-Hatert, Oss, Schiedam, Wageningen en Zutphen bestaat er een Albardastraat/-weg, maar het zijn relatief kleine straten. In de Amsterdamse wijk Geuzenveld bestaat er een Albardagracht.

## Standbeelden

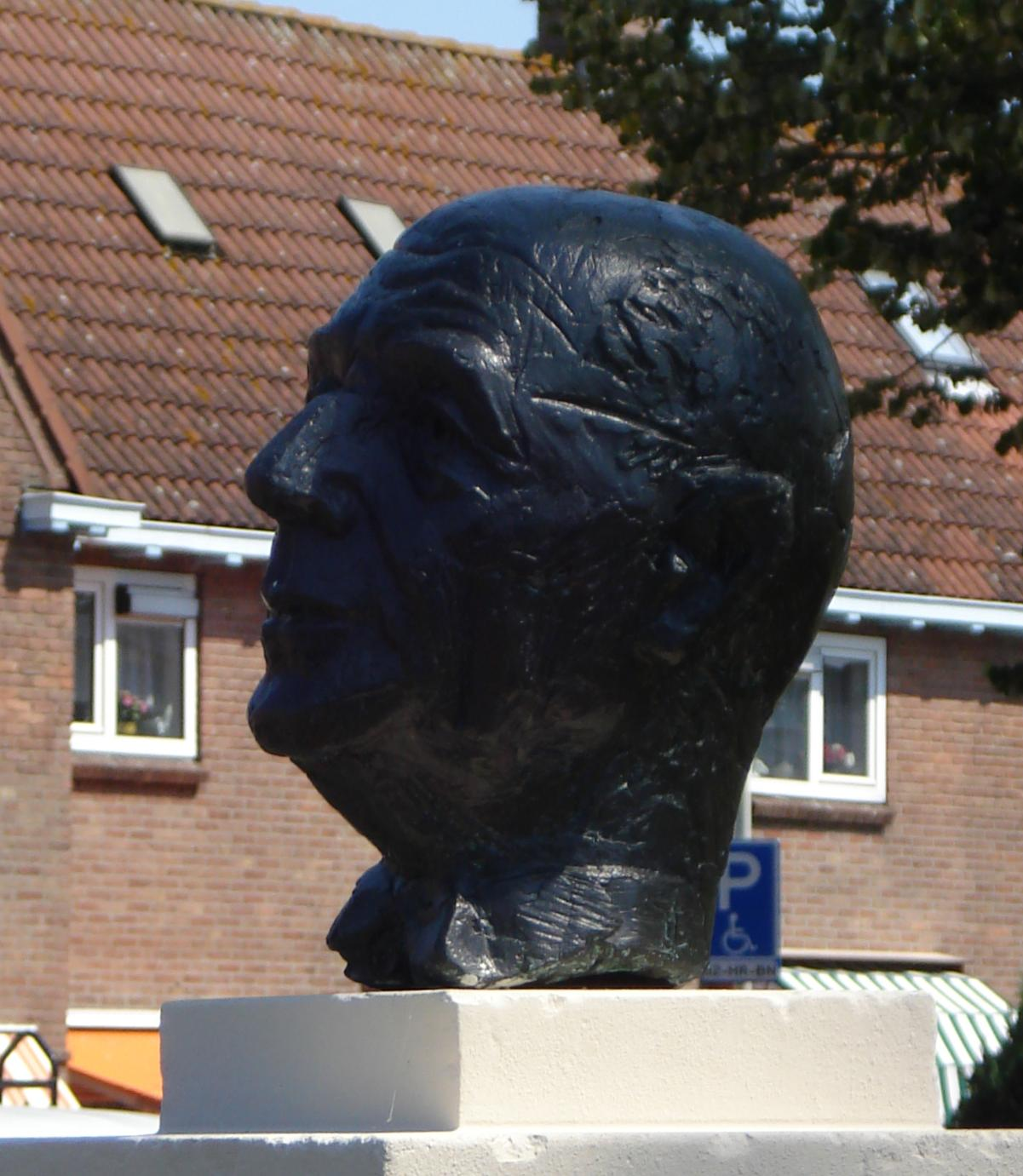
Standbeeld aan het Alberdingk Thijmplein

Op het Alberdingk Thijmplein in de Haagse wijk Spoorwijk is op 1 mei 1961 een standbeeld van ir. J.W. Albarda opgericht. De beeldhouwer was Titus Leeser.
- Biografisch Portaal: 76113334
- Digitale Bibliotheek voor de Nederlandse Letteren: alba026
- Gemeinsame Normdatei: 119115980
- International Standard Name Identifier: 0000 0000 7735 0843
- Library of Congress Control Number: nb2002086798
- Nationale Bibliotheek van Tsjechië: skuk0000017
- Nederlandse Thesaurus van Auteursnamen: 070049866
- Parlement.com: vg09lkxa7sz2
- Trove: 1469431
- Virtual International Authority File: 10648632
- WorldCat: E39PBJyGRbxtgfKWhBVhcWPG73